# Nouri Boudali
Nouri Boudali, né le 20 mars 1919 au Kef et mort le 26 janvier 2009 à Tunis, est un syndicaliste tunisien.

## Biographie
Nouri Boudali étudie au lycée Émile-Loubet de Tunis, devenu lycée 9-Avril 1938 après l'indépendance du pays. Par la suite, il entre au ministère de la Santé et fonde, en 1937, le premier syndicat indépendant du personnel de santé.
Militant nationaliste du Néo-Destour, il participe aux événements du 9 avril 1938. Il prend part de façon active au soutien des victimes de la répression coloniale après ces événements, à la fois comme personnel de santé et comme cofondateur de la cellule destourienne de Bab Souika.
Fidèle compagnon de Farhat Hached, il cofonde avec lui l'Union générale tunisienne du travail (UGTT) en 1946. Il est arrêté après la grève générale de l'UGTT, organisée à Sfax le 5 août 1947. Lors du congrès de la même année, il est élu secrétaire général adjoint de l'UGTT. Après l'assassinat de Hached en 1952, il devient secrétaire général par intérim de l'UGTT, en attendant la tenue du congrès. L'UGTT joue alors un rôle de pointe dans le mouvement national tunisien. De 1954 à 1956, il supervise les syndicats au Moyen-Orient membres de la Confédération internationale des syndicats libres.
Il est élu député de la circonscription du Kef en 1959, 1964 et 1969. Il est également maire du Bardo. Délégué du Néo-Destour de 1961 à 1964, il est élu membre du comité central du Parti socialiste destourien en 1964 et 1971.
Auteur de plusieurs ouvrages sur le mouvement national, il a notamment écrit Défense et indépendance, où il décrit la « défense populaire généralisée », la stratégie adoptée pour lutter contre le protectorat français.
Mort le 26 janvier 2009 à Tunis, il laisse un fils, Mounir. Son nom est donné à une salle du siège de l'UGTT et à des rues et places de villes, notamment du Kef, de Hammam Lif et de Bir Mcherga.

## Publications
- Défense et indépendance, Presses de la Société d'arts graphiques d'édition et de presse, 1977, 162 p.
- (ar) Al Haq wal Haqiqa [« Droit et vérité »][4]
- Protectorat et indépendance, 1992[4]
- Être et durer, Tunis, Sud Éditions, 1995, 190 p.
- L'Union générale tunisienne du travail : souvenirs et récits, 1998, 321 p. (ISBN 978-9973310705)